# (8702) Nakanishi
(8702) Nakanishi est un astéroïde de la ceinture principale.

## Description
(8702) Nakanishi est un astéroïde de la ceinture principale. Il fut découvert le 14 novembre 1993 à Nyukasa par Masanori Hirasawa et Shohei Suzuki. Il présente une orbite caractérisée par un demi-grand axe de 2,21 UA, une excentricité de 0,10 et une inclinaison de 4,6° par rapport à l'écliptique.

## Compléments